# HD14806
HD14806 — хімічно пекулярна зоря спектрального класу A2, що має видиму зоряну величину в смузі V приблизно  9,1.
Вона  розташована на відстані близько 862,8 світлових років від Сонця.